# Beauty Marks
Beauty Marks è il settimo album in studio della cantante statunitense Ciara, in uscita il 10 maggio 2019 su etichetta discografica Beauty Marks Entertainment, parte del gruppo della Warner Bros. Records. È stato preceduto dai singoli Level Up, Freak Me, Dose, Greatest Love e Thinkin Bout You.

## Antefatti
Dopo l'uscita del suo sesto album in studio, Jackie, Ciara dichiarò che stava lavorando a un nuovo album che l'avrebbe vista intraprendere una nuova direzione musicale. Il 27 gennaio 2017 fu annunciato che Ciara aveva firmato un contratto discografico con la Warner Bros. Records. Il 17 luglio 2018 Ciara pubblicò il suo nuovo singolo e il relativo video musicale di accompagnamento, Level Up, come singolo di lancio dell'album, seguito da Freak Me e Dose nello stesso anno. Il 28 marzo annunciò il titolo dell'album e la sua data di uscita. Il giorno seguente l'album fu reso disponibile per il pre-ordine insieme al suo quinto singolo Thinkin' Bout You.

## Tracce
1. I Love Myself (feat. Macklemore) – 5:28
2. Level Up – 3:24
3. Set – 2:56
4. Thinkin Bout You – 3:48
5. Trust Myself – 3:38
6. Girl Gang (feat. Kelly Rowland) – 3:19
7. Dose – 3:42
8. Na Na – 3:08
9. Freak Me (feat. Tekno) – 3:20
10. Greatest Love – 3:43
11. Beauty Marks – 3:38

## Classifiche
| Classifica (2019) | Posizione massima |
| ----------------- | ----------------- |
| Stati Uniti       | 87                |